# Stazione di Borgo Revel
Stazione di Borgo Revel vasútállomás Olaszországban, Verolengo településen.

## Vasútvonalak
Az állomást az alábbi vasútvonalak érintik:
- Chivasso–Alessandria-vasútvonal

## Kapcsolódó állomások
A vasútállomáshoz az alábbi állomások vannak a legközelebb:
- Stazione di Verolengo
- Stazione di Crescentino